# Danuta Sobczyk
Danuta Elżbieta Sobczyk z domu Tynior (ur. 18 czerwca 1957 w Siemianowicach Śląskich) – polska samorządowiec i katechetka, w 2006 pełniąca funkcję prezydenta Siemianowic Śląskich.

## Życiorys
Pochodzi z rodziny górniczej z Michałkowic. Absolwentka teologii na Katolicki Uniwersytet Lubelskiego, podjęła studia doktoranckie z zakresu katolickiej nauki społecznej na Papieskiej Akademii Teologicznej w Krakowie. Pracowała zawodowo jako katechetka w Zespole Szkół Techniczno-Usługowych w Siemianowicach Śląskich, prowadziła także przedsiębiorstwo zajmujące się wydawaniem czasopisma. Została szefową siemianowickiej sekcji Klubu Inteligencji Katolickiej oraz członkiem zarządu katowickiego oddziału tej organizacji.
W 2004 tworzyła struktury Prawa i Sprawiedliwości w Siemianowicach Śląskich, została ich przewodniczącą w powiecie i członkiem rady krajowej PiS. 13 lipca 2006 objęła stanowisko komisarza rządowego Siemianowic Śląskich po tym, jak Naczelny Sąd Administracyjny potwierdził wygaszenie mandatu prezydenta Zbigniewa Szandara. Funkcję pełniła do końca kadencji. W wyborach w tym samym roku w drugiej turze przegrała z Jackiem Guzym, zdobywając 36,63% głosów. Wybrano ją natomiast do rady miejskiej, uzyskiwała reelekcję w 2010, 2014 i 2018. W kadencji 2006–2010 pozostawała wiceprzewodniczącą rady. W grudniu 2011 objęła funkcję pełnomocnika prezydenta miasta ds. rodziny i polityki społecznej, w związku z czym zrezygnowała z mandatu. Kandydowała bez powodzenia do Sejmu w 2007, 2011 i 2015.

## Życie prywatne
W młodości działała w Ruchu Światło-Życie. Zamężna z Antonim, ma troje dzieci.